# Hiromi Yamamoto
Pour les articles homonymes, voir Yamamoto.
Hiromi Yamamoto (山本宏美, Yamamoto Hiromi), née le 21 avril 1969 à Shiraoi (Hokkaidō), est une patineuse de vitesse japonaise.

## Palmarès
- Jeux olympiques d'hiver de 1994 à Lillehammer
  -  Médaillée de bronze sur 5 000 m.
  - 7e sur 3 000 m.
  - 15e sur 1 500 m.